# Antonina Wassiljewna Poloschi
Antonina Wassiljewna Poloschi, geboren Antonina Wassiljewna Teterskaja, (russisch Антонина Васильевна Положий, Geburtsname russisch Антонина Васильевна Тетерская; * 12. Maijul. / 25. Mai 1917greg. in Tomsk; † 20. November 2003 ebenda) war eine sowjetische Botanikerin und Hochschullehrerin.

## Leben
Antonina Wassiljewnas Eltern arbeiteten in der Eisenbahnverwaltung in Tomsk. Der Vater stammte aus einer weißrussischen Bauernfamilie, während die Mutter aus Nischni Nowgorod kam. Nach dem Schulbesuch studierte Antonina Wassiljewna an der biologisch-bodenkundlichen Fakultät der Universität Tomsk (TGU). Mit Spezialisierung auf Systematik der Niederen Pflanzen, insbesondere Algen und Moose, schloss sie ihr Studium 1939 ab. Darauf begann sie als Laborantin an der TGU zu arbeiten. Sie heiratete Sergei Wassiljewitsch Poloschi (1912–1988), der Dozent am Polytechnischen Institut Tomsk war und dann am Deutsch-Sowjetischen Krieg teilnahm.
1942 wurde Poloschi Assistentin am Lehrstuhl für Morphologie und Systematik der Niederen Pflanzen der TGU. 1944 schloss sie die Aspirantur ab. Sie wurde 1947 Dozent, Doktor der biologischen Wissenschaften, 1961 Leiterin des Lehrstuhls für Botanik der TGU und 1996 Professor dieses Lehrstuhls, den sie bis zu ihrem Tode führte. Von 1968 bis 1970 leitete sie das Laboratorium für Flora und Pflanzenressourcen des Forschungsinstituts für Biologie und Biophysik an der TGU. Darauf leitete sie bis 2002 das Krylow-Herbarium der TGU. Neben der Systematik der Pflanzen war die  Vegetationsgeographie ihr Forschungsschwerpunkt. Sie war Autorin von mehr als 200 wissenschaftlichen Arbeiten.
Poloschi war lange Mitglied des Expertenrats für Botanik der Obersten Attestierungskommission der UdSSR für die Verleihung der akademischen Grade. Von 1969 bis 1998 war sie Vorsitzende der Abteilung Tomsk der Allunionsgesellschaft bzw. dann Russischen Gesellschaft für Botanik. 1987–1990 war sie Mitglied der Sektion für Botanik des Hauptrats für Biologie beim Ministerium für Höhere Bildung der RSFSR.
Poloschi hatte zwei Kinder, die Physikerin Irina (* 1941) und den Psychiater Boris (* 1948). Auf Initiative Boris Poloschis wurde 2006 der jährliche A.-W.-Poloschi-Preis der TGU für die beste wissenschaftliche Arbeit junger Wissenschaftler auf dem Gebiet der Botanik eingerichtet.

## Ehrungen, Preise
- Medaille „Für heldenmütige Arbeit im Großen Vaterländischen Krieg 1941–1945“ (1946)
- Jubiläumsmedaille „Zum Gedenken an den 100. Geburtstag von Wladimir Iljitsch Lenin“ (1970)
- Ehrenzeichen der Sowjetunion (1976)
- Verdienter Wissenschaftler der RSFSR (1981)[1]
- Medaille „50. Jahrestag des Sieges im Großen Vaterländischen Krieg 1941–1945“ (1995)
- Orden der Ehre (1998)
- Medaille für Verdienste der TGU (1998)
- Preis für Bildung und Wissenschaft der Oblast Tomsk (1999)[1]

## Von A. W. Poloschi beschriebene Pflanzenarten
- Aconitum jenisseense Polozhij
- Astragalus palibinii Polozhij
- A. schumilovae Polozhij
- Oxytropis borissoviae Polozhij
- O. chakassiensis Polozhij
- O. stenofoliola Polozhij
- Potentilla elegantissima Polozhij
- P. jenissejensis Polozhij et W. Smirn.
- P. martjanovii Polozhij
- P. sajanensis Polozhij
- Pulsatilla reverdattoi Polozhij et Maltzeva
- Ranunculus akkemensis Polozhij et Revyakina
- Rhodiola krylovii Polozhij et Revjakina
- Torularia sergievskiana Polozhij
- Veronica sergievskiana Polozhij

## Nach A. W. Poloschi benannte Pflanzenarten
- Astragalus polozhiae Timoch.
- Poa polozhiae Revjakina
- Taraxacum polozhiae Kurbatski
- Veronica polozhiae Revusch.